# Tăutești, Suceava
Tăutești este un sat în comuna Zamostea din județul Suceava, Moldova, România. Principala ocupație este agricultura, urmată de silvicultură, la ieșirea nordică din sat aflându-se pădurea Zamostea-Deal. Numele satului se trage de la logofătul Ioan Tăutul, cancelarul lui Ștefan cel Mare.